# BK SŠMH Brno
BK SŠMH Brno (celým názvem: Sportovní škola míčových her, z. s. Brno) je český ženský basketbalový klub, který sídlí v brněnských Žabovřeskách v Jihomoravském kraji. Jedná se o mládežnický oddíl slavného brněnského klubu Basket Žabiny Brno. První mládežnické oddíly v Žabovřeskách byly založeny již v roce 1996. Juniorka klubu se účastní nižších celostátních soutěží žen. Své domácí zápasy odehrává v hale Rosnička s kapacitou 2 000 diváků. Klubové barvy jsou zelená a bílá.
Jedním z největších úspěchů klubu patří jednoroční účast v nejvyšší soutěži žen (sezóna 2013/14).

## Umístění v jednotlivých sezonách
Zdroj:
Legenda: ZČ – základní část, červené podbarvení – sestup, zelené podbarvení – postup, fialové podbarvení – reorganizace, změna skupiny či soutěže
| Česko (2003 – ) |                         |           |         |           |                                                |
| Sezóna          | Název v ročníku         | Úroveň    | Soutěž  | ZČ        | Play-off                                       |
| 2003/04         | Gambrinus JME Brno „B“  | 2. úroveň | 2. liga | 5. místo  | Finálová skupina (4. místo)                    |
| 2004/05         | Gambrinus JME Brno „B“  | 2. úroveň | 2. liga | 7. místo  | Play-out (4. místo)                            |
| 2005/06         | Gambrinus Brno „B“      | 2. úroveň | 2. liga | 2. místo  | Finálová skupina (2. místo)                    |
| 2006/07         | Gambrinus Sika Brno „B“ | 2. úroveň | 2. liga | 4. místo  | Play-out (1. místo)                            |
| 2007/08         | Gambrinus Sika Brno „B“ | 2. úroveň | 1. liga | 8. místo  | Play-out (5. místo)                            |
| 2008/09         | Frisco Sika Brno „B“    | 2. úroveň | 1. liga | 1. místo  | Finále (výhra)                                 |
| 2009/10         | Frisco Sika Brno „B“    | 2. úroveň | 1. liga | 10. místo | Play-out (2. místo)                            |
| 2010/11         | Frisco Sika Brno „B“    | 2. úroveň | 1. liga | 9. místo  | Play-out (1. místo)                            |
| 2011/12         | Frisco Brno „B“         | 2. úroveň | 1. liga | 4. místo  | Čtvrtfinále                                    |
| 2012/13         | BK SŠMH Brno            | 2. úroveň | 1. liga | 4. místo  | Baráž o ŽBL (2. místo); postup                 |
| 2013/14         | BK SŠMH Brno            | 1. úroveň | ŽBL     | 12. místo | Baráž o ŽBL (1. místo); administrativní sestup |
| 2014/15         | BK SŠMH Brno            | 2. úroveň | 1. liga | 2. místo  | Semifinále                                     |
| 2015/16         | BK Žabiny Brno „B“      | 2. úroveň | 1. liga | 3. místo  | Čtvrtfinále                                    |
| 2016/17         | SŠMH Handicap Brno      | 2. úroveň | 1. liga | 2. místo  | Semifinále                                     |
| 2017/18         | BK Žabiny Brno „B“      | 2. úroveň | 1. liga | 7. místo  | Čtvrtfinále                                    |
| 2018/19         | BK Žabiny Brno „B“      | 2. úroveň | 1. liga |           |                                                |